# 筒井和也
筒井 和也（つつい かずや、1981年10月5日 - ）は、愛媛県伊予市出身の元プロ野球選手（投手）、阪神タイガースのスカウト。

## 経歴

### プロ入り前
愛媛県立松山北高等学校では2年夏からベンチ入りし、2年秋からはエースとなった。愛知学院大学では1年秋に明治神宮大会で登板、2年生の時に出場した大学選手権2回戦で対戦した久保裕也が投げる東海大に対し敗れたものの、大会記録となる8者連続奪三振を達成し敢闘賞に選ばれた。2年秋は最多勝で明治神宮大会では前年優勝の慶大に完封しベスト4。3年春はMVPも大学選手権は初戦敗退、秋は神宮大会初戦敗退。愛知大学野球リーグでは24連勝を記録し、6季連続優勝に貢献した。大学での通算成績は29勝4敗、防御率1.04、特別賞2回、最優秀防御率1回、ベストナイン3回。
2003年のドラフト会議で自由獲得枠指名を経て阪神に入団。契約内容は契約金1億円、出来高5,000万円、年俸1,500万円（いずれも推定）だった。

### プロ入り後
2004年10月7日の横浜ベイスターズ戦でプロ初登板初先発を記録。5回1/3を1失点に抑え初勝利を飾る。
2005年、キャンプ開幕前の1月に山陽自動車道において自身の運転する乗用車にて制限速度を100km/h以上超過する時速183km/hで走行していたところスピード違反で検挙される。その結果、球団から罰金と対外試合の出場禁止処分、加えて自動車運転の禁止を言い渡された。
シーズンに入ると4月27日の中日ドラゴンズ戦でプロ2度目の登板・先発するも3回2失点で降板。しかしチームは勝利したため負けはつかなかった。これがこの年唯一の登板となり、その後2007年途中まで一軍登板はなくなる。また、先発登板に限ると2009年8月まで空くことになる。
2008年は初の開幕一軍ながら、4月に3試合登板しただけで二軍降格が決まり、そのままペナントレース終了まで一軍に再び復帰することは出来なかった。
2009年、背番号が20に変更された。開幕当初、主に中継ぎ投手として敗戦処理を担当していた。しかし、7月11日の読売ジャイアンツ戦で延長10回に登板しプロ初ホールドを記録し、8月8日の広島東洋カープ戦では2005年4月以来の先発登板を果たすも、3回1/3で4失点しプロ初敗戦を記録。同15日の巨人戦にも先発したが2回6失点と打ち込まれ連敗してしまった（これが最後の先発登板となる）。最終的には45試合に登板し、プロ入り後では最高となる成績を収めた。
2012年9月19日の横浜DeNAベイスターズ戦では9回を無失点に抑えプロ初セーブを記録。最終的にキャリアハイの58試合に登板した。オフの11月6日に、「侍ジャパンマッチ2012「日本代表 VS キューバ代表」」の日本代表が発表され代表入りした。
2015年は6試合に登板し、防御率5.40と大幅に出場機会が減少し、満足できる成績を残せなかった。
2016年は1試合の登板にとどまり、10月1日に、球団より戦力外通告を受けた。12月2日、自由契約公示された。
2017年からは球団スカウトに転身し、大学時代を過ごした愛知県を含む東海北信越地方を担当している。2018年のドラフト会議では湯浅京己が自身が担当した選手として初めてのドラフト指名を受けた。

## 選手としての特徴
スリークォーターから平均球速約140  km/h、最速151 kmの速球を繰り出す。変化球は、スライダー・チェンジアップ（サークルチェンジ）を軸に、カーブ（スローカーブ）・フォークを主に投げ、ごく稀に縦スライダー・ツーシーム・スクリューなども投げる。
2006年の秋からは投球フォームをサイドスローに改造していた。2008年の春季キャンプでは前までよりやや腕が上がったサイドとスリークォーターの中間のようなフォームになっていた。
入団時は、球界でも珍しい左投右打の選手であった。プロ入り後、右打の場合、利き腕の左腕が投手側になるため左打に転向した。その後、2009年シーズンからは再び右打となっている。しかし、リリーフ投手であるため打席に立つことは滅多になかった。

## 詳細情報

### 年度別投手成績
| 年 度      | 球 団      | 登 板 | 先 発 | 完 投 | 完 封 | 無 四 球 | 勝 利 | 敗 戦 | セ 丨 ブ | ホ 丨 ル ド | 勝 率 | 打 者 | 投 球 回 | 被 安 打 | 被 本 塁 打 | 与 四 球 | 敬 遠 | 与 死 球 | 奪 三 振 | 暴 投 | ボ 丨 ク | 失 点 | 自 責 点 | 防 御 率 | W H I P |
| ---------- | ---------- | ----- | ----- | ----- | ----- | -------- | ----- | ----- | -------- | ----------- | ----- | ----- | -------- | -------- | ----------- | -------- | ----- | -------- | -------- | ----- | -------- | ----- | -------- | -------- | ------- |
| 2004       | 阪神       | 1     | 1     | 0     | 0     | 0        | 1     | 0     | 0        | --          | 1.000 | 24    | 5.1      | 7        | 0           | 2        | 0     | 0        | 6        | 1     | 0        | 1     | 1        | 1.69     | 1.69    |
| 2005       | 阪神       | 1     | 1     | 0     | 0     | 0        | 0     | 0     | 0        | 0           | ----  | 16    | 3.0      | 4        | 1           | 3        | 0     | 1        | 4        | 0     | 0        | 2     | 2        | 6.00     | 2.33    |
| 2007       | 阪神       | 4     | 0     | 0     | 0     | 0        | 0     | 0     | 0        | 0           | ----  | 28    | 5.0      | 8        | 0           | 5        | 0     | 0        | 3        | 0     | 0        | 6     | 6        | 10.80    | 2.60    |
| 2008       | 阪神       | 3     | 0     | 0     | 0     | 0        | 0     | 0     | 0        | 0           | ----  | 19    | 4.0      | 5        | 1           | 1        | 0     | 1        | 5        | 0     | 0        | 1     | 1        | 2.25     | 1.50    |
| 2009       | 阪神       | 45    | 2     | 0     | 0     | 0        | 1     | 2     | 0        | 1           | .333  | 232   | 53.1     | 45       | 5           | 22       | 0     | 4        | 45       | 1     | 0        | 25    | 22       | 3.71     | 1.26    |
| 2010       | 阪神       | 23    | 0     | 0     | 0     | 0        | 0     | 2     | 0        | 2           | .000  | 103   | 21.2     | 27       | 3           | 9        | 2     | 3        | 15       | 1     | 0        | 18    | 16       | 6.65     | 1.66    |
| 2011       | 阪神       | 12    | 0     | 0     | 0     | 0        | 0     | 0     | 0        | 3           | ----  | 57    | 14.1     | 13       | 1           | 4        | 0     | 1        | 12       | 0     | 0        | 2     | 2        | 1.26     | 1.19    |
| 2012       | 阪神       | 58    | 0     | 0     | 0     | 0        | 2     | 1     | 2        | 18          | .667  | 209   | 50.0     | 45       | 3           | 19       | 3     | 3        | 46       | 1     | 0        | 19    | 18       | 3.24     | 1.28    |
| 2013       | 阪神       | 39    | 0     | 0     | 0     | 0        | 4     | 1     | 1        | 3           | .800  | 179   | 45.1     | 34       | 4           | 11       | 0     | 1        | 39       | 0     | 0        | 13    | 13       | 2.58     | 0.99    |
| 2014       | 阪神       | 28    | 0     | 0     | 0     | 0        | 0     | 0     | 0        | 2           | ----  | 146   | 34.0     | 31       | 2           | 14       | 0     | 1        | 33       | 2     | 0        | 22    | 19       | 5.03     | 1.32    |
| 2015       | 阪神       | 6     | 0     | 0     | 0     | 0        | 0     | 0     | 0        | 0           | ----  | 25    | 5.0      | 8        | 0           | 3        | 0     | 0        | 7        | 0     | 0        | 3     | 3        | 5.40     | 2.20    |
| 2016       | 阪神       | 1     | 0     | 0     | 0     | 0        | 0     | 0     | 0        | 0           | ----  | 5     | 1.0      | 1        | 0           | 2        | 0     | 0        | 0        | 0     | 0        | 1     | 1        | 9.00     | 3.00    |
| 通算：12年 | 通算：12年 | 221   | 4     | 0     | 0     | 0        | 8     | 6     | 3        | 29          | .571  | 1043  | 242.0    | 228      | 20          | 95       | 5     | 15       | 215      | 6     | 0        | 113   | 104      | 3.87     | 1.33    |

### 記録
投手記録
- 初登板・初先発・初勝利：2004年10月7日、対横浜ベイスターズ27回戦（横浜スタジアム）、5回1/3を1失点
- 初奪三振：同上、1回裏に多村仁から空振り三振
- 初ホールド：2009年7月11日、対読売ジャイアンツ8回戦（阪神甲子園球場）、10回表に4番手で救援登板、1回無失点
- 初セーブ：2012年9月19日、対横浜DeNAベイスターズ23回戦（阪神甲子園球場）、9回表に3番手で救援登板・完了、1回無失点

打撃記録
- 初安打：2005年4月27日、対中日ドラゴンズ5回戦（阪神甲子園球場）、2回裏に朝倉健太から左前安打

### 背番号
- 19（2004年 - 2008年）
- 20（2009年 - 2016年）

### 登場曲
- 「いかすぜOK」↑THE HIGH-LOWS↓（2004年）
- 「ラララ」Mr.Children（2005年）
- 「跳べ」Mr.Children（2006年）
- 「innocent world」Mr.Children（2007年 - 2014年）
- 「Starting Over」Mr.Children（2015年 - 2016年）